# Jenny Brumme
Jenny Brumme (* 10. Januar 1958 in Berlin) ist eine deutsche Romanistin, Sprach- und Literaturwissenschaftlerin. Seit 2001 ist sie Professorin an der Facultat de Traducció i d'Interpretació der Universitat Pompeu Fabra in Barcelona.

## Leben
Jenny Brumme wurde 1958 als erste Tochter des Schulpolitikers und Hochschullehrers Johannes Brumme geboren. Von 1976 bis 1981 absolvierte sie ein Studium der Romanistik an der Universität Bukarest in Rumänien. Ihre Hauptfächer waren rumänische und spanische Sprache und Literatur, ihre Nebenfächer Portugiesisch und Katalanisch. Nach Abschluss des Studiums wurde Brumme Assistentin an der Sektion Theoretische und Angewandte Sprachwissenschaft der Universität Leipzig, wo sie 1985 promovierte. Das Thema ihrer Dissertation war "Der Prozeß der sprachlichen Normalisierung des Katalanischen, dargestellt an neologischen Tendenzen in der Wortbildung der heutigen politisch-sozialen Lexik". 
Von 1990 bis 1993 erhielt sie ein Habilitationsstipendium der Universität Leipzig und habilitierte 1995 an der Universität Potsdam am Lehrstuhl von Gerda Haßler zum Thema "Spanische Sprache im 19. Jahrhundert. Sprachliches Wissen, Norm und Sprachveränderungen". Ein Jahr später erhielt sie die Lehrbefugnis für das Fachgebiet "Sprachwissenschaft (Romanistik)".
Noch während ihrer Habilitation nahm sie eine Gastdozentur an der Universitat Pompeu Fabra, Facultat de Traducció i d'Interpretació in Barcelona auf, wo sie am 1. November 2001 zur ordentlichen Universitätsprofessorin ernannt wurde.

## Forschungsschwerpunkte
- Geschichte der Durchsetzung sprachlicher Normen
- Kontrastive Linguistik
- Interkulturalität
- Übersetzung
- Fachsprachenforschung

## Publikationen (Auswahl)
Die vollständige Liste aller wissenschaftlichen Publikationen findet sich auf der persönlichen Seite von Jenny Brumme (Link am Ende des Artikels). 

### Monographien
- (1985): Der Prozess der "sprachlichen Normalisierung" des Katalanischen, dargestellt an neologischen Tendenzen in der Wortbildung der heutigen politisch-sozialen Lexik. (Dissertation, Universität Leipzig).
- (1997): Spanische Sprache im 19. Jahrhundert. Sprachliches Wissen, Norm und Sprachveränderungen. Münster. Nodus Publikationen. ISBN 3-89323-127-7
- (1997): Praktische Grammatik der katalanischen Sprache. Wilhelmsfeld. gottfried egert verlag. ISBN 3-926972-53-X
- (2007): Praktische Grammatik der katalanischen Sprache. 2. ergänzte und verbesserte Auflage. Wilhelmsfeld. gottfried egert verlag. ISBN 978-3-936496-53-6
- (2012): Traducir la voz ficticia. Berlin (u. a.). De Gruyter. ISBN 978-3-11-026325-1

### Aufsätze
- (1991): Sprachpolitik katalanischer Regionalisten in den achtziger Jahren des 19. Jahrhunderts. In: Romanistisches Jahrbuch 1990. Bd. 41. Berlin/New York. S. 302–316.
- (1992): Acerca de la política lingüística de los regionalismos catalán y gallego (1874-1898). In: Lorenzo, Ramón (ed.). Actas do XIX Congreso Internacional de Lingüística i Filoloxía Románicas, Universidade de Santiago de Compostela, 1989. Vol. III, Pragmática i Sociolingüística. A Coruña. S. 81–87.
- (1994): Nationalsprache und Regionalsprachen in Spanien. Ein Problemaufriß von heute auch für morgen. In: Lüsebrink, Hans-Jürgen (Hrsg.). "Nationalismus im Mittelmeerraum". Passauer Mittelmeerstudien. Passau: Passavia. S. 74–99.
- (1995): Der schulpolitische Auftrag im Selbstverständnis der Real Academia Española. Eine Fallstudie aus der zweiten Hälfte des 19. Jahrhunderts. In: Cichon, Peter / Ille, Karl / Tanzmeister, Robert (Hrsg.). Lo gai saber. Zum Umgang mit sprachlicher Vielfalt. Wien. Braumüller. S. 263–275.
- (1999): Durchsetzung syntaktischer Normen. Methoden zur Erforschung der modernen Sprachentwicklung (am Beispiel des Französischen). In: Brumme, Jenny / Wesch, Andreas (Hrsg.). Normen und Subnormen in Geschichte und Gegenwart. Methoden ihrer Rekonstruktion und Beschreibung. Wien. Praesens. S. 131–144.
- (2001): « Loi phonétique » et « analogie » dans les débuts de la grammaire historique espagnole (1860-1940). Deux concepts révisés à partir de la contribution de Menéndez Pidal. In: Romanistik in Geschichte und Gegenwart 7,2. Hamburg: Helmut Buske. S. 209–223.
- (2003): Textsortenkonventionen, Textbausteine und "freie" Gestaltung in Werbebriefen (Spanisch - Deutsch als Fremdsprache). In: Blackwell Gülen, Barbara / Bostas, Ismail / Veldhues, Christoph (Hrsg.). Translation Studies in the New Millenium. Proceedings from the 1st International Conference on Translation and Interpreting, Ankara, Turkey, October 16–18, 2002. Bilkent University: School of Applied Languages. Department of Translation and Interpretation. S. 125–138.
- (2007): Gerda Haßler & Jenny Brumme: Zur Geschichte des Sprachunterrichts in Spanien 15. bis 20. Jahrhundert. Sprachtheorien der Neuzeit III/2. Sprachbeschreibung und Sprachunterricht, Teil 2. In: Schmitter, Peter (Hrsg.) Posthum herausgegeben, bearbeitet und mit einem Register versehen von Lefteris Roussos. Tübingen: Gunter Narr Verlag, S. 762–802.